# This Is The One
This is The One es el tercer álbum de estudio en inglés (octavo álbum en total) de la artista japonesa Hikaru Utada.
El álbum fue originalmente programado para ser lanzado en Japón el 4 de marzo de 2009, pero se retrasó al 14 de marzo de 2009. En los Estados Unidos, el álbum fue lanzado digitalmente el 24 de marzo de 2009 y fue lanzado físicamente el 12 de mayo de 2009. En Japón, This Is the One encabezó las listas de Oricon's Billboard, así como el tercer puesto en el gráfico semanal. En los Estados Unidos, el álbum alcanzó el número 69 en la lista Billboard 200. This Is the One está dispuesto a ser el álbum de apoyo de la gira de 2010 de Utada: In the Flesh. [3] El 21 de diciembre de 2009, Dirty Desire y sus remixes fueron puestos en libertad.

## Fondo
El 23 de octubre de 2007, Utada escribió un mensaje en su blog japonés afirmando que ella estaba escribiendo y grabando demos para su próximo álbum en inglés y al mismo tiempo de completar su quinto álbum de estudio en japonés. Durante su entrevista con Ningin el 3 de febrero de 2009, Estados Utada que quería hacer un álbum de corriente principal, y el resultado fue de R & B para el disco porque es lo que actualmente es general. [6] En una entrevista con Kiwibox el 20 de febrero de 2009, Utada explica que el título del álbum vino porque iba para un sonido más convencional para este disco, y que sería la "ruptura" del álbum.

## Grabación
Utada trabajado con otros artistas en varios temas, incluyendo Stargate producidos, publicados antes de tiempo "Manzana y Canela" y algún tiempo después al menos una pista que se está desconocido, producidos por Christopher "Tricky" Stewart [8]. El 9 de enero, su objeto exclusivo blog indicó que estaba a punto de completar el álbum, y dijo que de los trabajos, "Si esto fuera un show en vivo, estoy en la parte dolorosa de 2 canciones antes de la pausa para el bis ". También señaló que, una vez finalizada la producción del álbum, que sería después su primer mensaje nuevo blog de Inglés del año [9]. Japón y comunicados de prensa publicados Inglés enero línea 22 confirmaron que Utada ha trabajado con los productores famosos Stargate así como de C. "Tricky" Stewart, y que la grabación del álbum tuvo lugar en Nueva York, Atlanta y Tokio, y 10 canciones fueron por escrito (por ella) para el proyecto [10] [11]. En una entrada del blog de fecha 31 de enero de Utada mencionó que tenía en ese día decidió en la secuencia de las canciones del álbum y que pronto iba a ser dominado. También escribió que el título pronto se anunció [12]. Más tarde, en un número de la revista japonesa ¿QUÉ HAY EN?, Se dieron a conocer dos títulos más de vías ( "Poppin '" y "Automatic Part II"), así como otros detalles importantes de información sobre el próximo lanzamiento. Se informó de que Utada estaba en el estudio de Stargate durante aproximadamente una hora, mientras que la mayoría del resto de la producción del álbum fue completado por separado por la transferencia de datos entre el Japón, Nueva York, y Noruega.
- Datos: Q1202752